# Koszorú (hetilap)
A Koszorú Arany János szerkesztésében 1863. január 4. és 1865. június 25. között megjelent magyarországi hetilap volt. Arany János korábbi Szépirodalmi Figyelő című esztétikai, kritikai és szépirodalmi hetilapja folytatásának tekinthető.

## Története
Arany János élete teljesen megváltozott, amikor a Kisfaludy Társaság igazgatójává választotta, és Pestre költözött. Előbb Szépirodalmi Figyelő címen jelentetett meg egy esztétikai, kritikai és szépirodalmi hetilapot. Ennek a megszűnése után kísérletezett a szintén rövid életűnek bizonyult Koszorú kiadásával. 
Arany nemcsak szerkesztő, hanem egy személyben a Koszorú kiadója és laptulajdonosa is volt. A Koszorú terjedelmében felülmúlta a Szépirodalmi Figyelőt. Vasárnaponként jelent meg, 24 oldalon, az előfizetési díj évi 12 forint volt. A hetilapot Emich Gusztáv nyomdája készítette, 1000 ívért 50, képenként 80–100 forintot számítva.  
Az előfizetők száma a lap indulásakor elérte az 1545-öt, sőt, az első számok 1800 példányban keltek el. A lap a második félévét 1200 előfizetővel kezdte – és 821-gyel zárta (Arany János nagyon elkeseredett, 1863. december 13-án azt írta Tompa Mihálynak: „már nem sokat kell szállnia azon mértékig, midőn bukás nélkül nem folytathatom”. 1864 végén a lap vetélytársai azt híresztelték, hogy Arany János hazaköltözött Szalontára – erre a hírre a szerzők nem küldtek több kéziratot, és az érdeklődők száma 700-ra csökkent. 
Arany Jánosnak ismét csalódnia kellett: az igényes, maga színvonalú kritika a vártnál kevesebb előfizetőt vonzott: a Koszorú 1865 őszén megszűnt.